# Croz dell’Altissimo
Der Croz dell’Altissimo ist ein 2339 m s.l.m. hoher Berg im zentralen Bereich der Brentagruppe. Er gilt als eine der eindrucksvollsten Felsformationen der gesamten Gruppe.

## Lage und Beschreibung
Der Berg liegt im nordöstlichen Bereich der Brenta und bildet die höchste Erhebung der Altissimogruppe, einer der kleineren Untergruppen, in die sich die Brentagruppe aufteilen lässt. Er erhebt sich isoliert zwischen dem Val di Seghe und dem Val di Spora nordnordwestlich von Molveno. Der Berg besitzt einen Doppelgipfel, wobei der nordwestliche der höhere der beiden ist. Auf dem niedrigeren südöstlichen befindet sich dagegen das Gipfelkreuz. Die beiden Gipfel sind durch eine steil abfallende Felsschlucht mit senkrecht Wänden voneinander getrennt. Südöstlich des Doppelgipfels befindet sich eine weitere turmartige, aber mit 2179 m etwas niedrigere Erhebung. Der imposanten Südwestflanke steht eine unspektakuläre Ostseite gegenüber, die mit Gras und Latschen bedeckt stufenförmig zum Gipfel aufsteigt.

## Alpinismus
Die etwa 1000 m hohe Südwestflanke gehört nach Pino Prati zu den schwersten Kletterwänden der Dolomiten. Nach Gino Buscaini und Ettore Castiglioni zählt sie zu den anspruchsvollsten Wänden der Brentagruppe. Sie wurde erstmals von den aus Wien stammenden Brüdern Guido und Max Mayer mit dem Ampezzaner Bergführer Angelo Dibona und dem Fassaner Bergführer Luigi Rizzi am 16. August 1910 bezwungen. Ihre Begehung ließ die Bergsteigerszene damals aufhorchen. Die erste Wiederholung, der bis zum Schwierigkeitsgrad UIAA V+ reichenden und nach Dibona benannten Route, gelang Paul Preuß und Paul Relly am 3. August 1911. Die zweite Wiederholung vollbrachten Renzo Videsott und Domenico Rudatis erst 1929. Für die erste Solobegehung zeichnete sich 1952 Cesare Maestri aus. Ihm gelang 1956 auch die erste Solobegehung im Abstieg. Für die erste Winterbegehung benötigten Renato Comper und Heinz Steinkötter zwischen dem 28. und 31. Dezember 1967 vier Tage. Weitere Routen an der Südwestflanke wurde unter anderem von Armando Aste, Bruno Detassis und Hans Steger eröffnet bzw. begangen.

## Routen und Stützpunkte
Die Normalroute verläuft auf einem technisch unschwierigen, aber anstrengenden Weg über die Ostseite. Von dieser Seite wurde der Croz dell’Altissimo wahrscheinlich lange vor den ersten Alpinisten bereits von Hirten und Jägern bestiegen. Als Stützpunkt für die Begehung der Südwestflanke bietet sich das direkt am Wandfuß gelegene Rifugio Croz dell’Altissimo an.